# L'osteria di Marechiaro
L'osteria di Marechiaro è una commedia per musica in due atti di Giovanni Paisiello, su libretto di Francesco Cerlone. La prima rappresentazione assoluta si tenne al Teatro dei Fiorentini di Napoli, molto probabilmente nell'inverno del 1768-1769.
La commedia è in napoletano e in italiano: l'idioma partenopeo contraddistingue i pescatori e i personaggi delle classi più basse, mentre l'italiano è parlato dai nobili, eccetto il conte di Zampano, il protagonista, che si esprime principalmente in napoletano.

## Personaggi
| Personaggio         | Tipologia vocale |
| ------------------- | ---------------- |
| Lesbina             | soprano          |
| Dorina              | soprano          |
| Federico            | soprano          |
| Abate Scarpinelli   | tenore           |
| Il conte di Zampano | baritono         |
| Chiariella          | soprano          |
| Peppariello         | soprano          |
| Carl'Andrea         | basso            |
| Marchese Olivieri   | tenore           |
| Spiritello          | soprano          |

## Trama
A Marechiaro, un nobile napoletano, il conte di Zampano, cerca di corteggiare Chiarella, una popolana che lavora come cameriera in un'osteria, ma ben presto si ritrova nei guai perché viene cercato da due altre donne nobili: egli infatti aveva promesso a ciascuna di sposarla, ma poi non aveva mantenuto la promessa. Inoltre, Chiarella è di una classe sociale diversa e per le convenzioni sociali dell'epoca una popolana non poteva sposare un nobile. Il conte fugge dalle minacce e si rifugia in una grotta, dove uno spiritello esce da una bottiglia nella quale è rinchiuso (similmente al genio della lampada nella favola di Aladino), dopo aver sentito le suppliche amorose dell'uomo. Lo spiritello aiuta il conte ad affrontare i nobili grazie alla sua magia, tramutandoli in pietra o ridicolizzandoli. Alla fine, il conte di Zampano può finalmente sposare Chiarella.